# آدم أوقست مولر
آدم أوقست مولر (بالدنماركية: Adam Müller)‏ هو رسام دنماركي، ولد في 16 أغسطس 1811 في كوبنهاغن في الدنمارك، وتوفي بنفس المكان في 15 مارس 1844.

## معرض صور

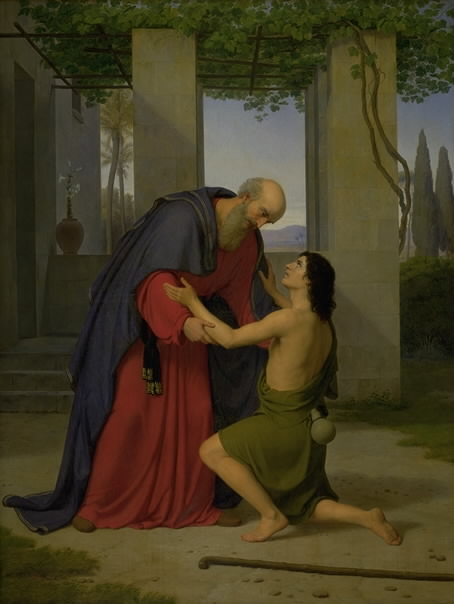
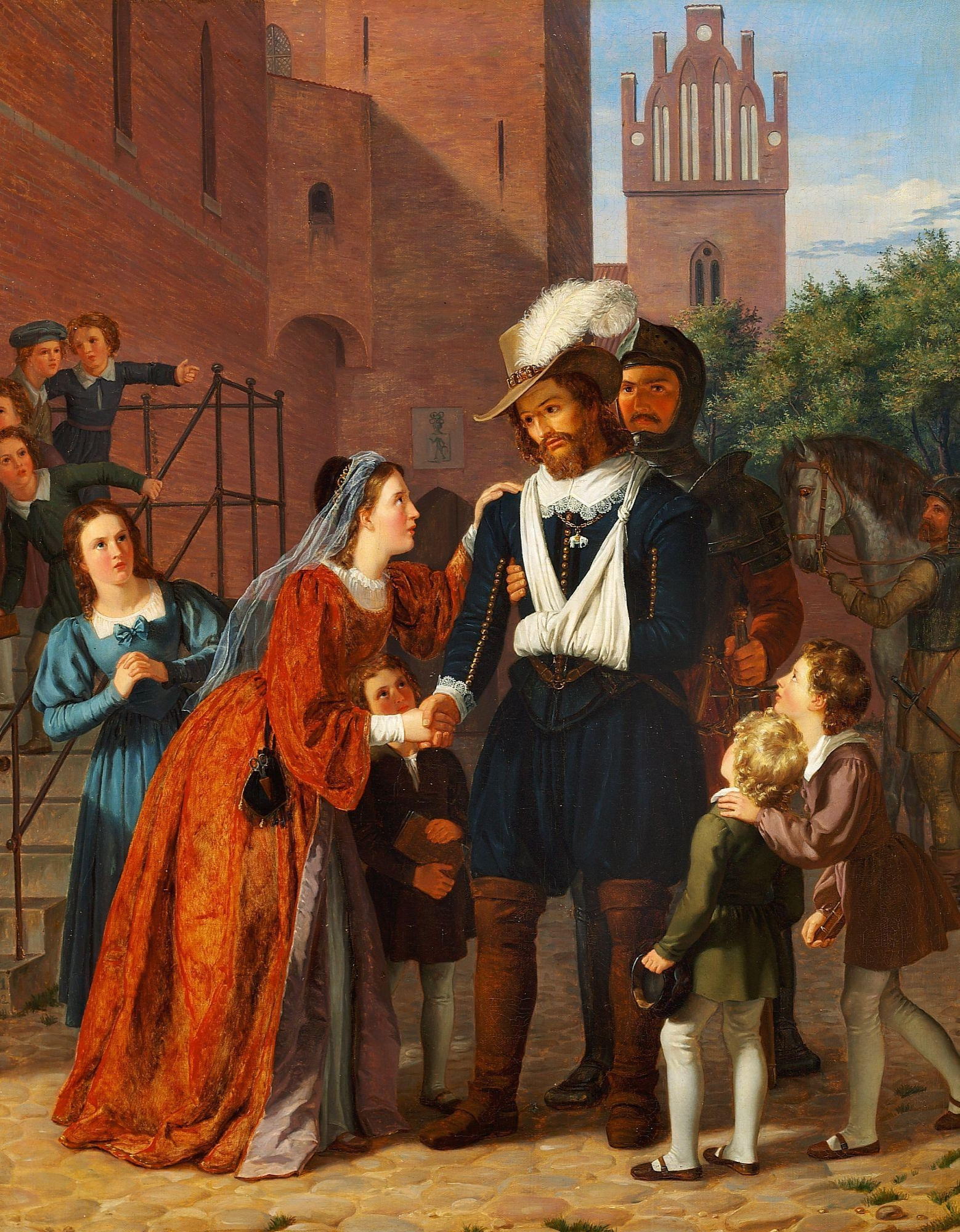
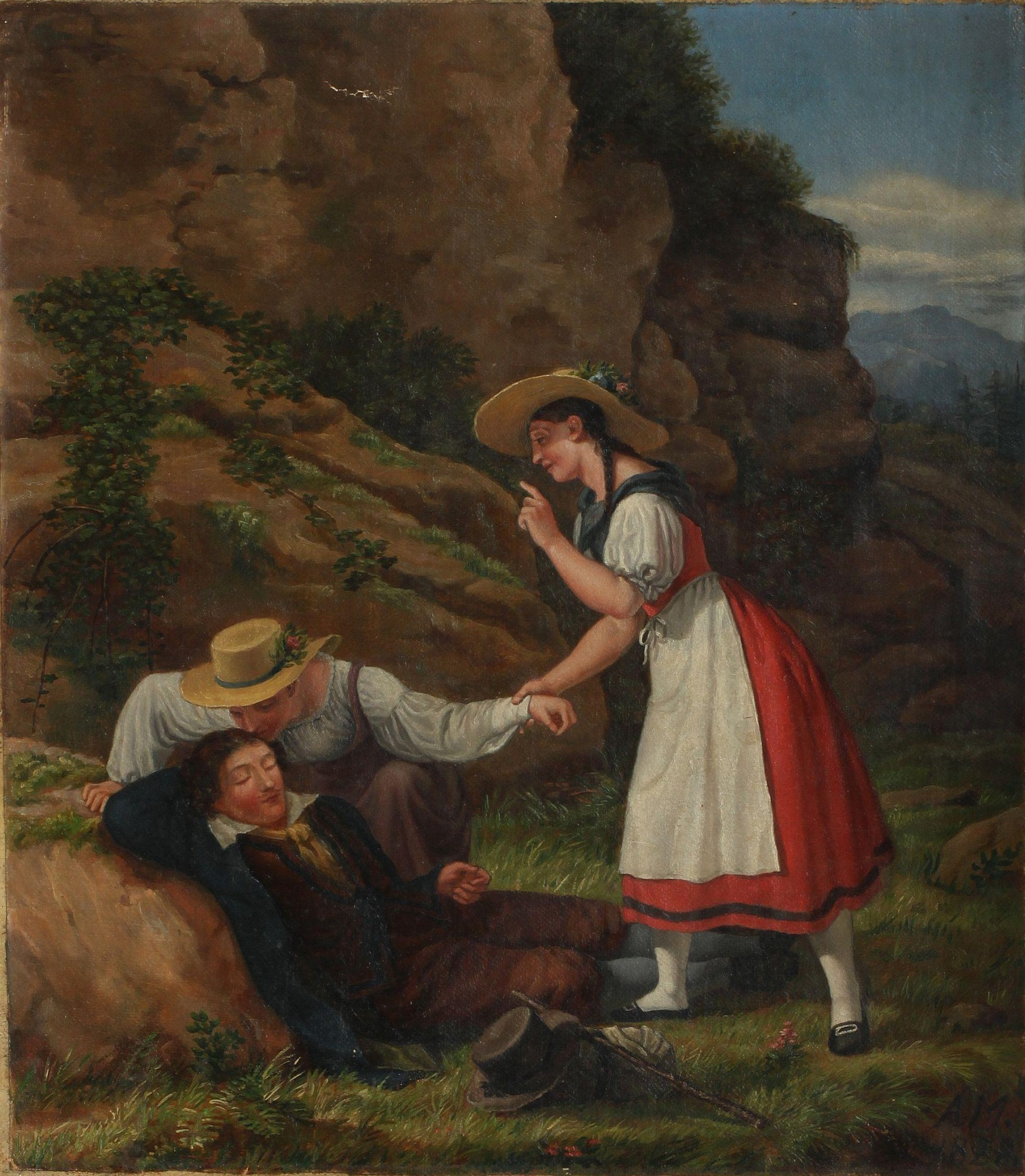
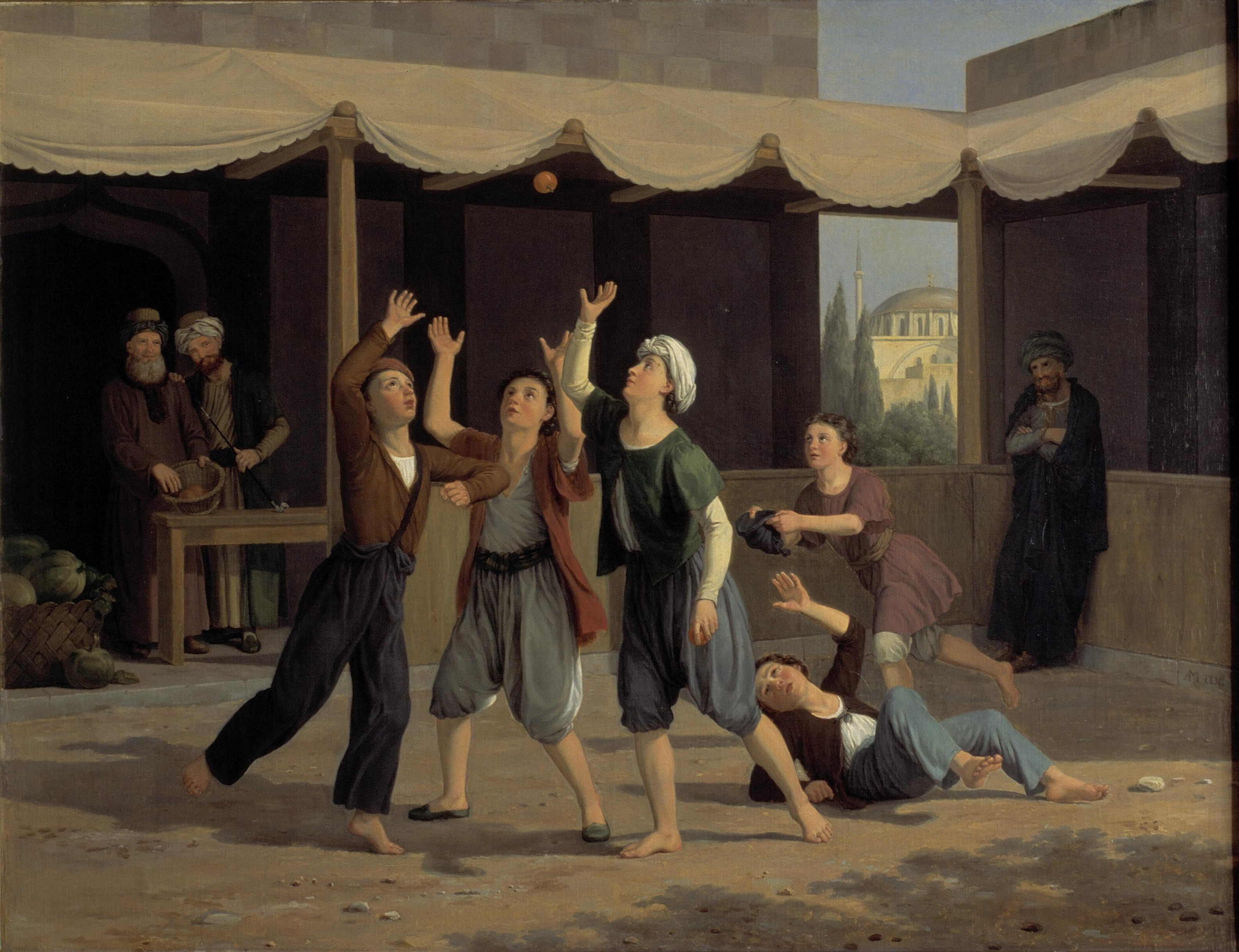